# قورتيان ملا محمود
قرية قورتيان ملا محمود وهي قرية تقع في ناحية قوشتبة في قضاء سهل أربيل في محافظة أربيل شمال العراق.